# Amatsukaze (1940)
El Amatsukaze (天津風 viento celestial?) fue el noveno destructor de la Clase Kagerō. Sirvió en la Armada Imperial Japonesa durante la Segunda Guerra Mundial. 

## Historia
Durante el primer año de la guerra, el Amatsukaze estuvo comandado por Tameichi Hara, participando en la Batalla del Mar de Java, Batalla de Midway, Batalla de las Salomón Orientales, Batalla de las Islas Santa Cruz y la Batalla naval de Guadalcanal, donde resultó dañado tras torpedear y hundir al destructor estadounidense USS Barton.
El 16 de enero de 1944 fue dañado nuevamente por el submarino USS Redfin. El 6 de abril de 1945 recibió su último y definitivo ataque, en esta ocasión por parte de bombarderos B-25 de la USAAF 10 kilómetros al este de Amoy, en la posición (24°30′N 118°10′E / 24.500, 118.167). 